# Croton baldauffii
Espèce
Croton baldauffii est une espèce de plantes à fleurs du genre Croton et de la famille des Euphorbiaceae, présente au sud ouest de Madagascar.